# Banditenlied
Banditenlied ist ein US-amerikanischer Operettenfilm aus dem Jahr 1930. Das Drehbuch basiert auf dem Libretto von Franz Lehárs Operette Zigeunerliebe von Alfred Maria Willner und Robert Bodanzky.

## Handlung
Russland im Jahr 1910. Der Bandenführer Yegor begegnet der Prinzessin Vera. Die beiden verlieben sich. Als Yegors Schwester Nadja von Prinz Serge, Bruder von Vera, vergewaltigt wird und Selbstmord begeht, rächt sich Yegor und tötet Serge. Er entführt Vera und zwingt sie, als Sklavin unter den Banditen zu leben. Vera kann ihren Entführer austricksen und ihn in eine Falle locken, bei der er von Soldaten festgenommen und ausgepeitscht wird. Vera bittet Yegor um Vergebung. Beide lieben einander, doch sie wissen, dass ihre Liebe keine Zukunft hat.

## Kritik
Mordaunt Hall von der New York Times bescheinigte Regisseur Lionel Barrymore guten Geschmack und Vorstellungskraft. Alles überstrahlend sei der Gesang des Opernstars Lawrence Tibbett.

## Auszeichnungen
Bei der dritten Oscarverleihung 1930 wurde Lawrence Tibbett für den Oscar in der Kategorie Bester Hauptdarsteller nominiert.

## Hintergrund
Die Uraufführung fand am 10. Mai 1930 statt.
Der Sänger Lawrence Tibbett, ein Bariton von der Metropolitan Opera in New York, gab in dem ersten kompletten Tonfilm der MGM sein Leinwanddebüt. Die Gastauftritte des Komikerduos Laurel und Hardy in ihrem ersten Farbfilm wurden erst kurz vor Schluss gedreht.
Die Ausstattung des Films oblag Cedric Gibbons, die Kostüme waren von Gilbert Adrian. Für den Ton war Douglas Shearer verantwortlich.
Heute gilt der Film als verschollen. Es war der einzige Farbfilm, in dem Laurel und Hardy mitspielten. Es sind noch Fragmente vorhanden, auch der komplette Soundtrack mit Teilen des Dialogs existiert und wurde in den 1980er Jahren auf einer LP veröffentlicht.